# Byggvir
Byggvir ist ein Alb aus der Nordischen Mythologie. Der einzige schriftliche Nachweis für Byggvir findet sich im Lokasenna der Lieder Edda, wo er unter anderem als Diener Freyrs sowie als der Ehemann von Bejla beschrieben wird.
Bygg ist das altnordische Wort für Gerste, weshalb er vermutlich dem Beowa aus der angelsächsischen Religion entspricht.

## Lokasenna
Im Lokasenna äußert sich Loki abschätzig über Byggvir:
Strophe 43:
| Byggvir qvaþ: «Veiztv, ef ec øþli ettac sem Ingvnar-Freyr oc sva selict setr, mergi smera ma/lþa ec þa meíncráco oc lemþa alla i liþo.» | Byggvir sprach: „War ich so edeln Stamms als Ingunar-Freyr, Und hätte so erhabnen Sitz, Morscher als Mark malmt ich dich, freche Krähe, Und lähmte dir alle Gelenke.“ |

Strophe 44:
| Loci qvaþ: «Hvat er þat iþ litla, er ec þat la/ggra sec oc snapvist snapir; at eyrom Freys mvnðv e vera oc vnd kvernom klaca.» | Loki sprach: „Was ist Winziges dort, das ich wedeln sehe, Nach Speise schnappend? Dem Freyr in die Ohren bläst es immerdar, Und müht sich mit Mägdearbeit.“ |

Strophe 45:
| Beyggvir qvaþ: «Beyggvir ec heíti, enn mic braþan qveþa goð a/ll oc gvmar: þvi em ec her hroðvgr, at drecca Hroptz megir allir a/l saman.» | Byggvir sprach: „Byggvir bin ich, bieder rühmen mich Die Asen all und Menschen. Behende helf ich hier, daß Hropts Freunde trinken Ael in Ägirs Halle.“ |

Strophe 46:
| Loci qvaþ: «Þegi þv, Byggvir! þv kvnnir aldregi deila meþ monnom mat; oc þic i fletz strá finna ne mattv, þa er vago verar.» | Loki sprach: „Schweig du, Byggvir, übel verstehst du Der Männer Mahl zu ordnen. Unterm Bettstroh, verbargst du dich feige, Wenn es zum Kampfe kam.“ |

Aufgrund der Aussagen Lokis im Lokasenna, wird angenommen, dass Byggvir und Bejla Personifikationen der Landwirtschaft sind. Dazu sprach Freyr: Bejla ist die Gülle, die die Erde lockert und den Samen zum Wachsen bringt, und Byggvir ist die Spreu, die beim Mahlen von Getreide anfällt.